# Александър Донски
 Тази статия е за македонския писател.  За българския тенисист вижте Александър Донски (тенисист).  
Александър Донски (на македонска литературна норма: Александар Донски) е псевдоисторик, писател и преводач от Северна Македония.

## Биография
Роден е на 18 ноември 1960 година в Щип. Основно и средно образование завършва в Щип.
Сътрудничи на Управлението за държавна сигурност под псевдонима Филип.

## Творчество
Творчеството на Александър Донски е показателно за идеологията на така наречения античен македонизъм, която акцентира върху връзките на днешното население на географската област Македония и Антична Македония. Като сътрудник на едно от най-крайните в това отношение издания – „Македонско сонце“ и на македонистки издания от България Донски се проявява преди всичко като полемист и пропагандатор, систематизиращ достигнатото от други македонистки популяризатори и учени в стройна система, претендираща да отговори на въпросите и съмненията относно миналото и идентичността на днешното население на Македония.
Една от известните му книги е „Етногенетичните разлики между македонците и българите“, в която се използват псевдонаучни аргументи – привеждане на художествени произведения като исторически извори и други. Основна теза на Александър Донски е, че етническите македонци са просъществували от античността през средновековието до наши дни, въпреки опитите на гръцката и българската пропаганда да ги асимилира. Според него няма сведения жители на Македония през Средновековието и Османското владичество да са се декларирали като българи. В своите писания Александър Донски определя българите като преки потомци на прабългарите, които според него са тюрко-монголско племе от монглоиден антропологически тип, позовавайки се на български историци, като един от основните поддръжници на индо-иранската теза за произхода на прабългарите, Петър Добрев, а българските славяни нарича само и единствено анти. Споменава и за съюза, сключен от цар Иван Александър с османците против Византия през 1360 г., представяйки го за „прецедент“ в Европа и премълчавайки, че именно византийският император Йоан VI Кантакузин докарва османците в Европа като наемници във византийската гражданска война през 1341 – 1347 година, като за отплата за решителната им помощ за спечелването на битката при Питион през 1352 година им предоставя крепостта Цимпе, станала отправната им точка за нахлуването им в Европа.
В книгата си „Исус Христос и македонците“ Александър Донски прави опити да аргументира присъствието на антични македонци в Светата земя по времето на Исус Христос и срещите на Исус Христос и Йоан Кръстител с тях.